# Dmitrij Manuilskij
Dmitrij Zacharovitj Manuilskij (ryska: Дмитрий Захарович Мануильский, ukrainska: Дмитро Захарович Мануїльський), född 3 oktober 1883 i Guvernementet Volynien, Kejsardömet Ryssland, död 22 februari 1959 i Kiev, Ukrainska SSR, Sovjetunionen, var en ukrainsk och sovjetisk kommunistisk politiker, revolutionär och diplomat.
Manuilskij studerade vid Sankt Petersburgs universitet, och blev 1903 medlem i Rysslands socialdemokratiska arbetareparti (RSDAP). Under och efter den ryska revolutionen 1905 verkade han som bolsjevikisk militant i Sankt Petersburg, Daugavpils och Kronstadt, något som ledde till att han arresterades och förvisades. 1907 lyckades Manuilskij dock rymma, och flydde till Paris, där han allierade sig med en fraktion inom bolsjevikerna under ledning av Aleksandr Bogdanov och skrev för en rad socialistiska exiltidskrifter. 
Efter februarirevolutionen 1917 återvände Manuilskij till Ryssland, och anslöt sig där till en grupp under ledning av Lev Trotskij som positionerade sig emellan bolsjevikerna och mensjevikerna, och som upptogs i bolsjevikpartiet i augusti 1917. Efter oktoberrevolutionen verkade han som politisk kommissarie i Krasnoje Selo och arbetade inom folkkommissariatet för livsmedelsförsörjning. 1919 skickades Manuilskij till Frankrike tillsammans med Inessa Armand för att organisera den revolutionära rörelsen där, men blev snart arresterad och tillbakaskickad till Sovjetryssland. Därefter var han folkkommissarie för livsmedelsförsörjning i Ukraina 1920–1921, och kom från 1922 främst att verka inom Komintern. 
1923–1952 satt Manuilskij i Sovjetunionens kommunistiska partis centralkommitté, 1935–1943 var han Kominterns vice generalsekreterare, och 1944–1950 vice premiärminister samt utrikesminister i Ukrainska SSR. Manuilskij var en del av den sovjetiska delegationen vid FN:s grundande i San Francisco 1945, och 1946 vid den konferens som ledde till Parisfredens undertecknande året därpå; han kom även att representera Sovjetunionen i FN:s generalförsamling under ett flertal sessioner.